# Agostino Castelvì
Agostino Sardi (Cagliari, 1617 - 1618 – Cagliari, 21 giugno 1668) quartogenito maschio di Francesco, marchese di Laconi e visconte di Sanluri, e di Francesca Lanza di Trabia.

## Biografia
Fu avviato alla carriera militare, partecipò alla Guerra franco-spagnola in Catalogna, nel reggimento di cavalleria sarda del fratello maggiore Giovanni, e nel 1642 si era segnalato nella presa di Monzón e nel 1648 si distinguerà nella repressione dei moti popolari scoppiati a Palermo.
Prima di aver compiuto i 20 anni, su intervento diretto del viceré, ottenne l'abilitazione degli aventi diritto alla partecipazione al Parlamento, per meriti dinastici e paterni.
Divenne il capo del "partito sardo" che durante il parlamento Camarassa si batterà per il patteggiamento del donativo. Nel 1667 fu inviato, presso la corte spagnola a Madrid, in qualità di sindaco in rappresentanza dei tre bracci del Parlamento, in quell'occasione tentò di convincere il governo ad accogliere le richieste formulate dagli stamenti. Tuttavia non ottenne nulla per l'opposizione del governo; tornato in Sardegna fu assassinato, in circostanze misteriose, il 21 giugno del 1668. La sua morte aprì un tormentato periodo della vita politica isolana: i suoi parenti ed amici, considerando il viceré come mandante dell'omicidio, ordirono la congiura che portò al suo assassinio, che avvenne dopo un mese. 